# 감나무골 공서방
감나무골 공서방은 한국에서 제작된 김응천 감독의 1962년 드라마 영화이다. 김승호 등이 주연으로 출연하였다.

## 출연

### 주연
- 김승호
- 조미령
- 허장강

## 제작진
- 조명: 박응선
- 미술: 원제래